# Kultura Narva
Kultura Narva – kultura subneolityczna strefy leśnej. W swym najszerszym zasięgu zajmowała obszar na południe od jeziora Ładoga, dorzecze górnej Dźwiny, Estonię, Litwę, Łotwę, obwód królewiecki, północną część Białorusi oraz skrajne północno-wschodnie rubieże Polski. Początki kultury Narva można datować od około 5500 p.n.e. do około 2200 p.n.e.

## Geneza, chronologia i zanik
Kultura Narva powstała na podłożu mezolitycznym kultury kundajskiej w wyniku oddziaływania kultury dniepro-donieckiej, skąd zapożyczyła znajomość wytwarzania ceramiki.
Za początek zjawisk związanych z kulturą Narva przyjmuje się połowę V tys. p.n.e., schyłek przypada na koniec III tys. p.n.e. Wydziela się trzy okresy: wczesny, środkowy i późny.
Kultura Narva wpłynęła na kultury postnarvskie: kulturę Uswiaty, kulturę Pomariu, kulturę północnobiałoruska.

## Charakterystyczne wytwory kulturowe

### Ceramika

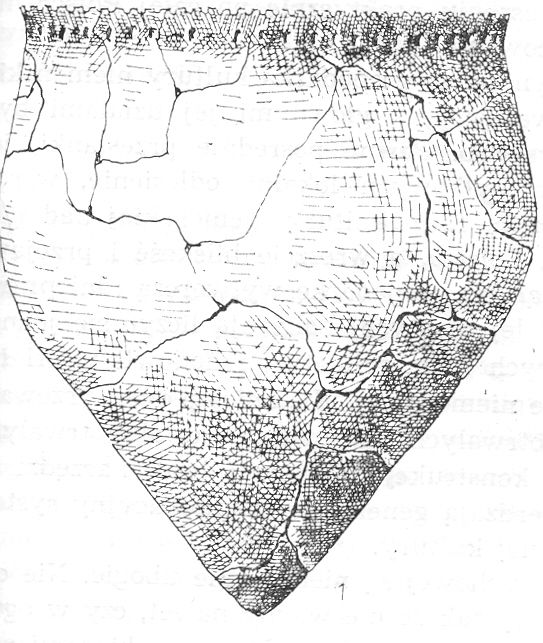
Naczynie ostrodenne

Dominują naczynia ostrodenne o esowatym profilu, misy o spłaszczonym dnie, sporadycznie występują naczynia z dnami płaskimi. Ceramika zawiera domieszkę roślinną, ptasich odchodów, tłuczonych muszli oraz w młodszym okresie – domieszkę mineralną. Naczynia zdobione są ornamentem stempelkowym, grzebykowym, nacięciami, dołkami. Powierzchnia jest silnie przecierana grzebykiem.

### Zabytki
Bardzo często spotykane są znaleziska typowo mezolitycznych artefaktów związanych z rybołówstwem i polowaniami: łodzie, wiosła, kościane narzędzia, łuki, włócznie, bumerangi, kopaczki, spławiki, które zachowały się na stanowiskach torfowych.

## Osadnictwo
Niewielkie osady. Domy mieszkalne o kształcie owalnym i kolistym, zagłębione w ziemię, o konstrukcji szałasowej, a później słupowej. Powierzchnia budynków wynosiła 16-35 m². Podłoga wymoszczona była korą lub piaskiem. Na środku domostwa znajdowało się palenisko. Dachy były dwuspadowe.
Stanowiska archeologiczne: Narva, Kääpa (Estonia), Sarnate, Zedmar, Osa (Łotwa), Šventoj (Litwa), Czarna Hańcza, Moczyska, Mazuchówka (Polska).

## Obrządek pogrzebowy i wierzenia
Nie rozpoznano osobnych cmentarzysk. Odkryto pochówki na terenie osad lub nawet domostw. Ludność kultury Narva przechowywała głowy zmarłych w domach, co stwierdzono na stanowisku w Zedmar.

## Gospodarka i społeczeństwo
Ludność trudniła się zbieractwem, łowiectwem i rybołówstwem. Stwierdzono jednak początki uprawy zbóż ok. 2500 p.n.e. (Šventoj).